# الطينة (ميدي)

تعديل مصدري - تعديل

الطينة هي إحدى قرى عزلة بني العاتي بمديرية ميدي التابعة لمحافظة حجة، بلغ تعداد سكانها 2359 نسمة حسب تعداد اليمن لعام 2004.